# Chris Wood (muzyk)
Chris Wood, właściwie: Christopher Gordon Blandford Wood (ur. 24 czerwca 1944, zm. 12 lipca 1983) – brytyjski muzyk, członek grupy rockowej Traffic w latach 1967–1969 oraz 1970–1974, również Ginger Baker's Airforce i Locomotive. W 1968 zagrał również na flecie w utworze 1983... (a Merman I Should Turn To Be) Jimiego Hendrixa, z albumu Electric Ladyland. Saksofonista, flecista i klawiszowiec.